# Beach volley ai XXI Giochi del Commonwealth
Le competizioni di beach volley ai XXI Giochi del Commonwealth si svolgeranno dal 6 al 12 aprile 2018.

## Medagliere
| Posiz. | Nazione       | Oro | Argento | Bronzo | Totale |
| ------ | ------------- | --- | ------- | ------ | ------ |
| 1      | Australia     | 1   | 1       | 0      | 2      |
| 1      | Canada        | 1   | 1       | 0      | 2      |
| 3      | Nuova Zelanda | 0   | 0       | 1      | 1      |
| 3      | Vanuatu       | 0   | 0       | 1      | 1      |
| Totale | Totale        | 2   | 2       | 2      | 6      |

## Podi
| Evento    | Oro                                | Argento                                  | Bronzo                       |
| Maschile  | Christopher McHugh Damien Schumann | Sam Pedlow Sam Schachter                 | Ben O'Dea Sam O'Dea          |
| Femminile | Melissa Humana-Paredes Sarah Pavan | Mariafe Artacho del Solar Taliqua Clancy | Linline Matauatu Miller Pata |